# زیردریایی کلاس سیرسه
سابمارین کلاس سیرسه (به انگلیسی: Circé-class submarine) یک کلاس از زیردریایی است که طول آن ۶۴ متر (۲۱۰ فوت) می‌باشد.